# L'Aventure de Walter Schnaffs
L’Aventure de Walter Schnaffs est une nouvelle de Guy de Maupassant, parue en 1883.

## Historique
L’Aventure de Walter Schnaffs est initialement publiée dans la revue Le Gaulois du 11 avril 1883, puis dans le recueil Contes de la bécasse comme dernière nouvelle.
La nouvelle est dédiée à Robert Pinchon, un ami de lycée à Rouen avec qui Maupassant restera proche.

## Résumé
Walter Schnaffs est un soldat prussien malheureux depuis son entrée en France. Il est pacifiste, il a horreur des armes et il n’aime pas marcher à cause de son surpoids. Il regrette par-dessus tout d'avoir laissé sa femme et ses quatre enfants. Quand on l’envoie en patrouille en Normandie et que la troupe est attaquée par des francs-tireurs, il saute dans un trou pour se cacher.
Les heures passent. Notre homme rêve tout d’abord de se constituer prisonnier. Cela serait la fin de ses soucis, mais les Français ne le fusilleront-ils pas ? Un jour passe, puis deux. La faim le fait sortir de sa cachette. Il rentre dans un château. Quand il apparaît dans la cuisine, à l'heure de déjeuner, tout le monde fuit, persuadé d'être attaqué par l'armée allemande. Walter Schnaffs s’assied, finit toutes les assiettes, puis s’endort tranquillement.
Il est fait prisonnier six heures plus tard. Il danse de joie dans sa cellule, puis il explique au colonel sa situation. Celui-ci l'invite à rester, et Walter accepte.

## Éditions
- L’Aventure de Walter Schnaffs, dans Maupassant, Contes et Nouvelles, tome I, texte établi et annoté par Louis Forestier, éditions Gallimard, Bibliothèque de la Pléiade, 1974  (ISBN 978 2 07 010805 3).